# Olivier Janzac
Pas d'image ? Cliquez ici

a Compétitions nationales et continentales officielles uniquement.

Olivier Janzac, né le 2 janvier 1980 à Toulouse, est un joueur de rugby à XIII français évoluant au poste d'ailier ou d'arrière. Il joue au cours de sa carrière notamment à Toulouse et Lézignan. Avec ce dernier, il remporte le Championnat de France en 2008, 2009 et 2010, ainsi que la Coupe de France en 2010.
Après sa carrière sportive, il devient cadre technique à la fédération française de rugby à XIII et responsable de la performance au CREPS de Toulouse. Il occupe également le rôle d'entraîneur à Limoux et Villeneuve-sur-Lot.

## Biographie
Composition de Toulouse :
Au printemps 2018, il est nommé une première fois entraîneur de Villeneuve-sur-Lot à la suite du licenciement de David Ellis. Il occupe alors en parallèle le poste de cadre technique à la fédération française de rugby à XIII.
Il revient au poste d'entraîneur de VIlleneuve-sur-Lot au printemps 2021 pour être reconduit pour la saison 2021-2022.
Il a pour sœur Audrey Zitter.

## Palmarès

### En tant que joueur
- Collectif :
  - Vainqueur du Championnat de France : 2008, 2009 et 2010 (Lézignan).
  - Vainqueur de la Coupe de France : 2010 (Lézignan).
  - Finaliste du Championnat de France : 2005 (Toulouse) et 2007 (Lézignan).
  - Finaliste de la Coupe de France : 2006 (Toulouse).

### En tant qu'entraîneur

#### Détails en club
| Année | Année     | Club               | Compétition | Saison régulière | Saison régulière | Saison régulière | Saison régulière | Saison régulière | Phase finale | Phase finale | Phase finale | Phase finale | Phase finale | Coupe de France |
| Année | Année     | Club               | Compétition | Class.           | MJ               | V.               | N.               | D.               | Perf.        | MJ           | V.           | N.           | D.           | Coupe de France |
| Conseiller sportif en 2016-2017, Olivier Janzac devient l'entraîneur à partir de 2017-2018. |           |                    |             |                  |                  |                  |                  |                  |              |              |              |              |              |                 |
| 2014-2015 | 2014-2015 | XIII Limouxin      | CHF         | 6e               | 20               | 11               | 1                | 8                | 1/4 finale   | 2            | 1            | 0            | 1            | 1/4 finale      |
| 2015-2016 | 2015-2016 | XIII Limouxin      | CHF         | 2e               | 20               | 14               | 2                | 4                | Champion     | 2            | 2            | 0            | 0            | Finaliste       |
| 2016-2017 | 2016-2017 | XIII Limouxin      | CHF         | 2e               | 20               | 15               | 0                | 5                | Champion     | 2            | 2            | 0            | 0            | 1/2 finale      |
| 2017-2018 | 2017-2018 | XIII Limouxin      | CHF         | Démission        | -                | -                | -                | -                | -            | -            | -            | -            | -            | -               |
| Olivier Janzac prend le rôle d'entraîneur mais démissionne le 1er janvier 2018 le club pour les Dragons Catalans, finalement il prend en main Villeneuve R.L. en avril 2018 pour la toute fin de Championnat. |           |                    |             |                  |                  |                  |                  |                  |              |              |              |              |              |                 |
| 2017-2018 | 2017-2018 | Villeneuve R.L.    | CHF         | 9e               | 18               | 6                | 0                | 12               | Non qualifié | -            | -            | -            | -            | -               |
| Olivier Janzac n'occupe pas de poste d'entraîneur en chef, il revient seulement en mars 2021 à Villeneuve R.L..                                                                                               |           |                    |             |                  |                  |                  |                  |                  |              |              |              |              |              |                 |
| 2020-2021 | 2020-2021 | Villeneuve R.L.    | CHF         | 6e               | 18               | 11               | 0                | 7                | 1er tour     | 1            | 0            | 0            | 1            | Annulée         |
| 2021-2022 | 2021-2022 | Villeneuve R.L.    | CHF         | 7e               | 16               | 6                | 0                | 10               | Non qualifié | -            | -            | -            | -            | Annulée         |
| De 2022 à 2024, Olivier Janzac n'occupe pas de poste d'entraîneur en chef. |           |                    |             |                  |                  |                  |                  |                  |              |              |              |              |              |                 |
| 2024-2025 | 2024-2025 | R.C. Saint-Gaudens | CHF         | 9e               | 20               | 8                | 0                | 12               | Non qualifié | -            | -            | -            | -            | 1/8 finale      |